# Verde Village (Arizona)
Verde Village es un lugar designado por el censo ubicado en el condado de Yavapai en el estado estadounidense de Arizona. En el Censo de 2010 tenía una población de 11 605 habitantes y una densidad poblacional de 641,94 personas por km².

## Geografía
Verde Village se encuentra ubicado en las coordenadas 34°42′43″N 111°59′39″O / 34.71194, -111.99417. Según la Oficina del Censo de los Estados Unidos, Verde Village tiene una superficie total de 18.08 km², de la cual 18.08 km² corresponden a tierra firme y (0%) 0 km² es agua.

## Demografía
Según el censo de 2010, había 11.605 personas residiendo en Verde Village. La densidad de población era de 641,94 hab./km². De los 11.605 habitantes, Verde Village estaba compuesto por el 85.67% blancos, el 0.5% eran afroamericanos, el 1.65% eran amerindios, el 0.49% eran asiáticos, el 0.09% eran isleños del Pacífico, el 9.04% eran de otras razas y el 2.56% pertenecían a dos o más razas. Del total de la población el 21.65% eran hispanos o latinos de cualquier raza.